# Ей, ви Ковбої!
«Ей ви, ковбої!» — радянський художній фільм 1974 року, знятий режисером Абдуллою Карсакбаєвим на кіностудії «Казахфільм».

## Сюжет
Про школярів одного з казахських аулів, які заприсяглися один одному виграти міжколгоспні спортивні змагання.

## У ролях
- Чинара Берсугурова — Ґуля
- Канабек Байсеїтов — Узак-ата
- Алдаберген Нурбеков — Даулет, дідусь Гулі
- Макіль Куланбаєв — тренер
- Бахит Шарденов — Узунторе
- Єркін Кенжебаєв — Алан
- Аристан Шарденов — Борібай
- Марат Ботабаєв — Таїр
- Алдан Байсеїтов — Мадеш
- Аскар Сейтказін — Бамбора
- Нуржуман Іхтимбаєв — епізод
- Кененбай Кожабеков — епізод
- Танат Жайлібеков — епізод

## Знімальна група
- Режисер — Абдулла Карсакбаєв
- Сценарист — Арнольд Негго
- Оператор — Ігор Вовнянко
- Композитор — Нургіса Тлендієв
- Художник — Віктор Тихоненко